# Himesháza
Himesháza (Duits: Nimmersch) is een plaats (község) en gemeente in het Hongaarse comitaat Baranya. Himesháza telt 1200 inwoners (2001).